# لمانز هایپرکار
لمانز هایپرکار (LMH) نسل جدیدی از خودروهای مسابقه‌ای اسپرت است که در کنار ورودی‌های خودروهای لمانز دیتونا هایپرکار در کلاس هایپرکار مسابقات جهانی استقامتی و مسابقات خودروهای ورزشی ایمسا در کلاس جی‌تی‌پی رقابت می‌کند.
هایپر کارها بر اساس قوانین باشگاه اتومبیلرانی غرب (ACO) و فدراسیون بین‌المللی اتومبیل‌رانی (FIA) ساخته شده است تا در مسابقات جهانی استقامتی و خودروهای ورزشی ایمسا جایگزین کلاس ال‌ام‌پی۱ شوند.

این خودروها از فصل ۲۰۲۱ وارد مسابقات شدند.

## تاریخ

### از بین رفتن کلاس ال‌ام‌پی۱
پس از خروج پی در پی آئودی و پورشه از مسابقات جهانی استقامتی در پایان فصل‌های ۲۰۱۶ و ۲۰۱۷ در پی رسوایی آلایندگی خودروهای فولکس‌واگن که گروه فولکس واگن (شرکت مادر هر دو سازنده) را تحت تأثیر قرار داد بود و همچنین هزینه‌های زیادی که به آورده بود کمیته برگزاری مسابقات را مجبور به آغاز پروژه جدیدی با نام ال‌ام‌پی۱ هایبرید کرد.
در ابتدا، یک پروژه هایبریدی کم مصرف برای قوانین جدید ال‌ام‌پی۱ با برنامه‌هایی برای حضور مشترک با مسابقات ایمسا برنامه‌ریزی شده بود.

نمایندگان این سه سازمان و همچنین تولیدکنندگان فعلی و آینده، در مذاکراتی برای مقررات پیشنهادی، که در فصل ۲۰۲۰–۲۰۲۱ قهرمانی جهانی استقامتی آغاز می‌شد، شرکت کردند. 

در آن زمان، گزینه‌ای برای پیشرانه هیبریدی مشتری برای تولیدکنندگان و شرکت‌های خصوصی وجود داشت که می‌توانست منجر به جایگزینی قوانین نمونه اولیه کلاس بین‌المللی پروتوتایپ دیتونا (DPi) در کلاس برتر مسابقات ایمسا در سال ۲۰۲۲ شود.
این قوانین امکان را برای یکپارچگی مسابقات اتومبیلرانی اسپورت در سطح بالا فراهم می‌کرد، تیم‌ها و سازندگان می‌توانند با همان خودرو در «تاج سه‌گانه استقامتی» (۲۴ ساعت دیتونا، ۲۴ ساعت لمان، ۱۲ ساعت سبرینگ) و مسابقات استقامتی رقابت کنند. 

طرح‌های اولیه کاهش قابل توجه هزینه‌ها را هدف قرار داده و در عین حال سطوح عملکرد نمونه‌های اولیه ال‌ام‌پی۱ را حفظ می‌کرد. تغییر نام این کلاس بعداً توسط ژان تاد، رئیس کمیته اتومبیلرانی پیشنهاد شد.

## مقررات فنی

### مشخصات کلی
| حداکثر طول            | ۵٬۰۰۰ میلیمتر (۲۰۰ اینچ)                     |
| حداکثر عرض            | ۲٬۰۰۰ میلیمتر (۷۹ اینچ)                      |
| حداکثر فاصله محور     | ۳٬۱۵۰ میلیمتر (۱۲۴ اینچ)                     |
| حداقل منطقه جلو خودرو | ۱٫۶ متر مربع (۲٬۵۰۰ اینچ مربع)               |
| حداقل وزن             | ۱٬۰۳۰ کیلوگرم (۲٬۲۷۰ پوند)                   |
| حداقل وزن موتور       | ۱۶۵ کیلوگرم (۳۶۴ پوند)                       |
| جابجایی موتور         | بدون محدودیت                                 |
| حداکثر توان خروجی     | ۵۰۰ کیلووات (۶۷۰ اسب بخار)                   |
| حداکثر قطر چرخ        | ۷۱۰ میلیمتر (۲۸ اینچ)                        |
| حداکثر عرض چرخ        | ۳۸۰ میلیمتر (۱۵ اینچ)                        |
| حداقل ارتفاع چراغ جلو | ۴۰۰ میلی‌متر (۱۵٫۷۵ اینچ) بالاتر از کفی خودرو |

## سازنده‌های تأیید شده
| سازنده          | مدل                     | عکس | اولین حضور             | منبع  |
| --------------- | ----------------------- | --- | ---------------------- | ----- |
| تویوتا          | تویوتا جی‌ار ۰۱۰ هایبرید |     | ۶ ساعت اسپا ۲۰۲۱       |       |
| گلیکنهاوس       | اس‌سی‌جی ۰۰۷ ال‌ام‌اچ       |     | ۸ ساعت پورتیمائو ۲۰۲۱  |       |
| پژو             | پژو ۹x۸                 |     | ۶ ساعت مونزا ۲۰۲۲      |       |
| فراری           | فراری ۴۹۹پی             |     | ۱۰۰۰ مایل سیبرینگ ۲۰۲۳ | [ ۳ ] |
| ونوال           | ونوال ۶۸۰               |     | ۱۰۰۰ مایل سیبرینگ ۲۰۲۳ | [ ۳ ] |
| ایزوتا فراسکینی | تیپو ۶ ال‌ام‌اچ-سی        |     | ۱۸۱۲ کیلومتر قطر ۲۰۲۴  | [ ۴ ] |
| استون مارتین    | والکری ای‌ام‌ار ال‌ام‌اچ    |     | 2025 (TBD)             | [ ۵ ] |